# Валкањаса (Алба)
Валкањаса (рум. Vâlcăneasa) насеље је у Румунији у округу Алба у општини Видра. Oпштина се налази на надморској висини од 973 m.

## Становништво
Према подацима из 2002. године у насељу је живело 47 становника, од којих су сви румунске националности.